# La Pedrera (Cerro Largo)
Pour les articles homonymes, voir La Pedrera.
La Pedrera, ou Caserío La Pedrera, est une localité uruguayenne du département de Cerro Largo.

## Localisation
Située au centre-est du département de Cerro Largo, La Pedrera se déploie au niveau du kilomètre 8 de la route 26, à l'est de la ville de Melo.

## Population
| 2004 | 2011 |
| ---- | ---- |
| 136  | 131  |

## Source
- (es) Cet article est partiellement ou en totalité issu de l’article de Wikipédia en espagnol intitulé « La Pedrera (Cerro Largo) » (voir la liste des auteurs).